# José Óscar Herrera
José Óscar Herrera Corominas[carece de fontes?] (Tala, 17 de junho de 1965) é um ex-futebolista uruguaio que atuava como volante ou zagueiro.

## Carreira
Herrera integrou a Seleção Uruguaia de Futebol na Copa América de 1995.

## Títulos
Peñarol
- Liguilla Pré-Libertadores da América: 1984, 1985, 1986 e 1988
- Campeonato Uruguaio: 1985, 1986 e 2003
- Copa Libertadores da América: 1987

Seleção Uruguaia
- Copa América: 1995